# Захаркино (Московская область)
Заха́ркино — деревня в городском округе Коломна Московской области. До 2017 года относилась к Акатьевскому сельскому поселению Коломенского района. Население — 4 чел. (2010).

## География
Деревня Захаркино расположена в 7 км к югу от Коломны. Ближайшие населённые пункты — деревни Михеево и Зиновьево.

## Население
| 2002 | 2006 | 2010 |
| ---- | ---- | ---- |
| 7    | ↗8   | ↘4   |

## Улицы
В деревне Захаркино находятся четыре улицы:
- ул. Верхняя;
- ул. Горки;
- ул. Дубравная;
- ул. Сосновая.